# Martin Sommer (Politiker)
Martin Sommer (* 1964 in Dannenberg an der Elbe) ist ein deutscher Verwaltungsjurist und Kommunalpolitiker (parteilos, davor CDU) und seit 2020 Landrat des Kreises Steinfurt.

## Leben

### Ausbildung und beruflicher Werdegang
Martin Sommer wuchs in Augustdorf im Kreis Lippe auf, wo er die örtliche Grundschule besuchte. Sein Abitur legte er 1984 am Gymnasium Leopoldinum II im benachbarten Detmold ab. Danach diente er von 1984 bis 1986 als Soldat auf Zeit beim Panzerbataillon 213 in Augustdorf und erhielt eine Ausbildung zum Reserveoffizier. Von 1986 bis 1988 absolvierte Sommer zunächst eine Ausbildung zum Bankkaufmann bei der Deutschen Bank in Bielefeld und nahm dann ein Studium der Rechtswissenschaften an der Westfälischen Wilhelms-Universität Münster sowie an den Universitäten Genf und Lausanne auf, das er 1993 mit dem ersten juristischen Staatsexamen erfolgreich abschloss. Er war Stipendiat der Konrad-Adenauer-Stiftung. Von 1994 bis 1996 leistete Sommer sein Referendariat am Landgericht Münster ab und trat nach Bestehen des Assessorexamens 1996 in den kommunalen Verwaltungsdienst des 
Landschaftsverbands Westfalen-Lippe (LWL) in Münster ein, wo er ein Nachwuchsführungskräfteprogramm für Juristen durchlief. 2001 wählte ihn der Kreistag des Kreises Steinfurt zum Kreiskämmerer und Rechts- und Ordnungsdezernenten des Kreises Steinfurt. Im Jahr 2011 wurde er zusätzlich als kommunaler Wahlbeamter auf Zeit zum Kreisdirektor des Kreises Steinfurt und damit zum allgemeinen Vertreter des Landrats berufen. Nach dem Rücktritt des bisherigen Landrats Klaus Effing (CDU) im Frühjahr 2020 übernahm Sommer daher im Mai 2020 kommissarisch die Funktion des Landrats und Behördenleiters der Kreisverwaltung Steinfurt sowie der örtlichen Kreispolizeibehörde. Als solcher leitete er auch den Krisenstab während der fortdauernden Coronapandemie.
Als Kreiskämmerer war er ferner Mitglied im Finanzausschuss und im Verfassungs- und Personalausschuss des Landkreistages NRW sowie Vorsitzender der AG Bevölkerungsschutz des Landkreistages NRW. Ferner war er kooptiert beim Vorstand des Kämmererverbandes NRW.

### Landrat des Kreises Steinfurt
Im Vorfeld der Kommunalwahl 2020 kündigte Sommer zunächst an, als Bewerber seiner bisherigen Partei CDU für das frei gewordene Amt des Landrats in Steinfurt kandidieren zu wollen. Nachdem sich die Spitze des Kreisverbandes unter der Führung der Landtagsabgeordneten Christina Schulze Föcking (CDU) in einem internen, nicht-öffentlichen Vorauswahlverfahren jedoch auf einen anderen CDU-Kandidaten, den amtierenden Ersten Beigeordneten und Kämmerer der Stadt Rheine, Mathias Krümpel, festgelegt hatte, zog Sommer seine Bereitschaft zur Kandidatur Anfang 2020 wieder zurück. Kurz darauf trat er nach langjähriger Mitgliedschaft aus der CDU aus und kündigte an, sich als parteiloser und unabhängiger Bewerber um das Amt des Landrats bewerben zu wollen. Sommer erhielt dabei Unterstützung von den Freien Wählern (FW/UWG) im Kreis Steinfurt sowie von Teilen der FDP. Im ersten Wahlgang der Kommunalwahl am 13. September 2020 zog Sommer letztlich als zweitplatzierter Kandidat mit 28,29 Prozent der Stimmen hinter dem CDU-Bewerber Krümpel mit 31,08 Prozent sowie vor den Bewerbern von SPD, Grünen und Linken in die Stichwahl ein. Bei dieser setzte sich der parteilose Sommer als Einzelbewerber in der Wahl am 27. September 2020 deutlich mit 68,7 Prozent gegen den CDU-Kandidaten Mathias Krümpel durch. Er ist damit seit Ende September 2020 neu gewählter Landrat des Kreises Steinfurt und der erste direkt gewählte Steinfurter Landrat ohne CDU-Parteibuch (seit 1999).
Im Juni 2023 hat Sommer bekannt gegeben, 2025 erneut als überparteilicher Kandidat anzutreten.

### Privates
Martin Sommer ist verheiratet und hat eine Tochter und einen Sohn. Er lebt mit seiner Familie in Altenberge.